# يوم ذي علق
يوم ذي علق وهو يوم التقى فيه بنو عامر بن صعصعة وبنو أسد بذي علق فاقتتلوا اقتتالا شديدا عظيما.

## نبذة
قتل في المعركة ربيعة بن مالك بن جعفر بن كلاب العامري أبو لبيد الشاعر وانهزمت عامر ، فتبعهم خالد بن نضلة الأسدي وابنه حبيب والحارث بن خالد بن المضلل ، وأمعنوا في الطلب ، فلم يشعروا إلا وقد خرج عليهم أبو براء عامر بن مالك من وراء ظهورهم في نفر من أصحابه ، فقال لخالد: يا أبا معقل إن شئت أجزتنا وأجزناك حتى نحمل جرحانا وندفن قتلانا. قال : قد فعلت . فتواقفوا . فقال له  أبو براء : هل علمت ما فعل ربيعة ؟ قال : نعم تركته قتيلا . قال : ومن قتله ؟ قال :ضربته أنا وأجهز عليه صامت بن الأفقم. فلما سمع أبو براء بقتل ربيعة حمل على خالد هو ومن معه، فمانعهم خالد وصاحباه وأخذوا سلاح  حبيب بن خالد ، ولحقهم بنو أسد فمنعوا أصحابهم وحموهم